# Temporada 2020-2021 del Vila-real CF
La Temporada 2020-2021 del Vila-real CF va ser la 97a des de la fundació del club i la 21a participació en la Primera divisió espanyola de futbol.

## Plantilla
Els jugadors de la plantilla del Vila-real CF de la temporada 2020–2021 van ser els següents:
| N. | Pos. | Nac. | Jugador           |
| -- | ---- | --- | ----------------- |
| 1  | POR  | [[Fitxer:Flag of Spain.svg\|23x15px\|border \|alt=Espanya\|link=Selecció de futbol d'Espanya\|{{#if:\|]]                                       | Sergio Asenjo     |
| 2  | DEF  | [[Fitxer:Flag of the Valencian Community (2x3).svg\|23x15px\|border \|alt=País Valencià\|link=Selecció de futbol del País Valencià\|{{#if:\|]] | Mario 1r          |
| 3  | DEF  | [[Fitxer:Flag of the Valencian Community (2x3).svg\|23x15px\|border \|alt=País Valencià\|link=Selecció de futbol del País Valencià\|{{#if:\|]] | Raül Albiol 3r    |
| 4  | DEF  | [[Fitxer:Flag of the Valencian Community (2x3).svg\|23x15px\|border \|alt=País Valencià\|link=Selecció de futbol del País Valencià\|{{#if:\|]] | Pau Torres        |
| 5  | MIG  | [[Fitxer:Flag of Spain.svg\|23x15px\|border \|alt=Espanya\|link=Selecció de futbol d'Espanya\|{{#if:\|]]                                       | Dani Parejo       |
| 6  | DEF  | [[Fitxer:Flag of Argentina.svg\|23x15px\|border \|alt=Argentina\|link=Selecció de futbol de l'Argentina\|{{#if:\|]]                            | Ramiro Funes Mori |
| 7  | DAV  | [[Fitxer:Flag of Catalonia.svg\|23x15px\|border \|alt=Catalunya\|link=Selecció de futbol de Catalunya\|{{#if:\|]]                              | Gerard Moreno     |
| 8  | DEF  | [[Fitxer:Flag of Argentina.svg\|23x15px\|border \|alt=Argentina\|link=Selecció de futbol de l'Argentina\|{{#if:\|]]                            | Juan Foyth        |
| 9  | DAV  | [[Fitxer:Flag of Colombia.svg\|23x15px\|border \|alt=Colòmbia\|link=Selecció de futbol de Colòmbia\|{{#if:\|]]                                 | Carlos Bacca      |
| 10 | MIG  | [[Fitxer:Flag of the Valencian Community (2x3).svg\|23x15px\|border \|alt=País Valencià\|link=Selecció de futbol del País Valencià\|{{#if:\|]] | Vicente Iborra 2n |
| 11 | MIG  | [[Fitxer:Flag of Nigeria.svg\|23x15px\|border \|alt=Nigèria\|link=Selecció de futbol de Nigèria\|{{#if:\|]]                                    | Samuel Chukwueze  |
| 12 | DAV  | [[Fitxer:Flag of Spain.svg\|23x15px\|border \|alt=Espanya\|link=Selecció de futbol d'Espanya\|{{#if:\|]]                                       | Dani Raba         |
| 13 | POR  | [[Fitxer:Flag of Argentina.svg\|23x15px\|border \|alt=Argentina\|link=Selecció de futbol de l'Argentina\|{{#if:\|]]                            | Gerónimo Rulli    |
| 14 | MIG  | [[Fitxer:Flag of Spain.svg\|23x15px\|border \|alt=Espanya\|link=Selecció de futbol d'Espanya\|{{#if:\|]]                                       | Manu Trigueros    |
| 15 | DEF  | [[Fitxer:Flag of Ecuador.svg\|23x15px\|border \|alt=Equador\|link=Selecció de futbol de l'Equador\|{{#if:\|]]                                  | Pervis Estupiñán  |
| 17 | DAV  | [[Fitxer:Flag of the Valencian Community (2x3).svg\|23x15px\|border \|alt=País Valencià\|link=Selecció de futbol del País Valencià\|{{#if:\|]] | Paco Alcácer      |

| N. | Pos. | Nac. | Jugador          |
| -- | ---- | --- | ---------------- |
| 18 | DEF  | [[Fitxer:Flag of Spain.svg\|23x15px\|border \|alt=Espanya\|link=Selecció de futbol d'Espanya\|{{#if:\|]]                                       | Alberto Moreno   |
| 19 | MIG  | [[Fitxer:Flag of France (1794–1815, 1830–1974).svg\|23x15px\|border \|alt=França\|link=Selecció de futbol de França\|{{#if:\|]]                | Francis Coquelin |
| 20 | DEF  | [[Fitxer:Flag of Spain.svg\|23x15px\|border \|alt=Espanya\|link=Selecció de futbol d'Espanya\|{{#if:\|]]                                       | Rubén Peña       |
| 21 | DEF  | [[Fitxer:Flag of the Valencian Community (2x3).svg\|23x15px\|border \|alt=País Valencià\|link=Selecció de futbol del País Valencià\|{{#if:\|]] | Jaume Costa      |
| 22 | MIG  | [[Fitxer:Flag of Morocco.svg\|23x15px\|border \|alt=Marroc\|link=Selecció de futbol del Marroc\|{{#if:\|]]                                     | Sofian Chakla    |
| 23 | MIG  | [[Fitxer:Flag of the Valencian Community (2x3).svg\|23x15px\|border \|alt=País Valencià\|link=Selecció de futbol del País Valencià\|{{#if:\|]] | Moi Gómez        |
| 24 | DEF  | [[Fitxer:Flag of Spain.svg\|23x15px\|border \|alt=Espanya\|link=Selecció de futbol d'Espanya\|{{#if:\|]]                                       | Alfonso Pedraza  |
| 25 | MIG  | [[Fitxer:Flag of France (1794–1815, 1830–1974).svg\|23x15px\|border \|alt=França\|link=Selecció de futbol de França\|{{#if:\|]]                | Étienne Capoue   |
| 26 | MIG  | [[Fitxer:Flag of Uruguay.svg\|23x15px\|border \|alt=Uruguai\|link=Selecció de futbol de l'Uruguai\|{{#if:\|]]                                  | Ramiro Guerra    |
| 28 | MIG  | [[Fitxer:Flag of the Valencian Community (2x3).svg\|23x15px\|border \|alt=País Valencià\|link=Selecció de futbol del País Valencià\|{{#if:\|]] | Carlo Adriano    |
| 30 | MIG  | [[Fitxer:Flag of Spain.svg\|23x15px\|border \|alt=Espanya\|link=Selecció de futbol d'Espanya\|{{#if:\|]]                                       | Yeremi Pino      |
| 32 | MIG  | [[Fitxer:Flag of Spain.svg\|23x15px\|border \|alt=Espanya\|link=Selecció de futbol d'Espanya\|{{#if:\|]]                                       | Álex Baena       |
| 34 | DAV  | [[Fitxer:Flag of Spain.svg\|23x15px\|border \|alt=Espanya\|link=Selecció de futbol d'Espanya\|{{#if:\|]]                                       | Fer Niño         |
| 35 | POR  | [[Fitxer:Flag of Sweden.svg\|23x15px\|border \|alt=Suècia\|link=Selecció de futbol de Suècia\|{{#if:\|]]                                       | Filip Jörgensen  |
| 40 | DAV  | [[Fitxer:Flag of Spain.svg\|23x15px\|border \|alt=Espanya\|link=Selecció de futbol d'Espanya\|{{#if:\|]]                                       | Álex Millán      |

## Transferències

### Altes
| N. | Pos. | Nac. | Jugador                                                           |
| -- | ---- | --- | ----------------------------------------------------------------- |
| —  | DEF  | [[Fitxer:Flag of the Valencian Community (2x3).svg\|23x15px\|border \|alt=País Valencià\|link=Selecció de futbol del País Valencià\|{{#if:\|]] | Jaume Costa (Torna de cessió del València CF)                     |
| —  | DEF  | [[Fitxer:Flag of Spain.svg\|23x15px\|border \|alt=Espanya\|link=Selecció de futbol d'Espanya\|{{#if:\|]]                                       | Alfonso Pedraza (Torna de cessió del Reial Betis)                 |
| —  | DAV  | [[Fitxer:Flag of Turkey.svg\|23x15px\|border \|alt=Turquia\|link=Selecció de futbol de Turquia\|{{#if:\|]]                                     | Enes Ünal (Torna de cessió del Reial Valladolid)                  |
| —  | DEF  | [[Fitxer:Flag of Catalonia.svg\|23x15px\|border \|alt=Catalunya\|link=Selecció de futbol de Catalunya\|{{#if:\|]]                              | Enric Franquesa (Torna de cessió del Mirandès)                    |
| —  | DEF  | [[Fitxer:Flag of the Valencian Community (2x3).svg\|23x15px\|border \|alt=País Valencià\|link=Selecció de futbol del País Valencià\|{{#if:\|]] | Miguelón (Torna de cessió del Huesca)                             |
| —  | DAV  | [[Fitxer:Flag of Spain.svg\|23x15px\|border \|alt=Espanya\|link=Selecció de futbol d'Espanya\|{{#if:\|]]                                       | Dani Raba (Torna de cessió del Huesca)                            |
| —  | DAV  | [[Fitxer:Flag of Japan.svg\|23x15px\|border \|alt=Japó\|link=Selecció de futbol del Japó\|{{#if:\|]]                                           | Takefusa Kubo (Cedit pel Reial Madrid per 2,5 milions d'euros)    |
| —  | MIG  | [[Fitxer:Flag of France (1794–1815, 1830–1974).svg\|23x15px\|border \|alt=França\|link=Selecció de futbol de França\|{{#if:\|]]                | Francis Coquelin (Fitxat del València CF per 6,5 milions d'euros) |
| —  | MIG  | [[Fitxer:Flag of Spain.svg\|23x15px\|border \|alt=Espanya\|link=Selecció de futbol d'Espanya\|{{#if:\|]]                                       | Dani Parejo (Fitxat del València CF)                              |

### Baixes
| N. | Pos. | Nac. | Jugador                                                                    |
| -- | ---- | --- | -------------------------------------------------------------------------- |
| 21 | DEF  | [[Fitxer:Flag of the Valencian Community (2x3).svg\|23x15px\|border \|alt=País Valencià\|link=Selecció de futbol del País Valencià\|{{#if:\|]] | Bruno Soriano (Retirat del futbol)                                         |
| —  | DEF  | [[Fitxer:Flag of Cameroon.svg\|23x15px\|border \|alt=Camerun\|link=Selecció de futbol del Camerun\|{{#if:\|]]                                  | André-Frank (Torna al Fulham FC després del fi de la cessió)               |
| —  | MIG  | [[Fitxer:Flag of Qatar.svg\|23x15px\|border \|alt=Qatar\|link=Selecció de futbol de Qatar\|{{#if:\|]]                                          | Akram Afif (Traspassat a l'Al-Sadd per 1 milió d'euros)                    |
| —  | DEF  | [[Fitxer:Flag of Spain.svg\|23x15px\|border \|alt=Espanya\|link=Selecció de futbol d'Espanya\|{{#if:\|]]                                       | Álvaro González (Traspassat a l'Olímpic de Marsella per 5 milions d'euros) |
| —  | MIG  | [[Fitxer:Flag of Spain.svg\|23x15px\|border \|alt=Espanya\|link=Selecció de futbol d'Espanya\|{{#if:\|]]                                       | Santi Cazorla (Traspassat a l'Al-Sadd)                                     |
| —  | DAV  | [[Fitxer:Flag of Cameroon.svg\|23x15px\|border \|alt=Camerun\|link=Selecció de futbol del Camerun\|{{#if:\|]]                                  | Karl Toko Ekambi (Traspassat a l'Olympique de Lió per 11 milions d'euros)  |
| —  | DEF  | [[Fitxer:Flag of Romania.svg\|23x15px\|border \|alt=Romania\|link=Selecció de futbol de Romania\|{{#if:\|]]                                    | Andrei Rațiu (Cedit a l'ADO Den Haag)                                      |
| —  | DAV  | [[Fitxer:Flag of Turkey.svg\|23x15px\|border \|alt=Turquia\|link=Selecció de futbol de Turquia\|{{#if:\|]]                                     | Enes Ünal (Traspassat al Getafe CF per 9 milions d'euros)                  |

## Equip tècnic
- Entrenador:  Unai Emery[11][12]
  - Segon entrenador: Imanol Idiákez[11]
  - Assistents Tècnics: Pablo Villanueva i Pablo Rodríguez
  - Preparador Físic: Mario Segarra
  - Psicòleg: María Cosín
  - Entrenador de Porters: Javi García
- Responsable de l'equip mèdic: Adolfo Muñoz[11]
  - Delegat: Xisco Nadal[11]
- Analista: Víctor Mañas[11]
- Entrenador del filial:  Miguel Álvarez

## Partits
Victòria       Empat       Derrota       Ajornat

### Pretemporada
| 23 d'agost de 2020 | Vila-real                        | 3–1     | FC Cartagena | San Pedro del Pinatar, Espanya                   |  |
|                    | Niño 1' · Gerard 24' · Mario 71' | Informe | Simón 18'    | Pinatar Arena · 0 espectadors · Abril Portillo · |  |

| 25 d'agost de 2020 | Vila-real                   | 2–3     | Tenerife                                       | San Pedro del Pinatar, Espanya                    |  |
|                    | Kubo 43' · Paco Alcácer 54' | Informe | Apeh 46' · Padilla 51' · Pau Torres 64' (p.p.) | Pinatar Arena · 0 espectadors · Francisco Maeso · |  |

| 28 d'agost de 2020 | València CF    | 2–1     | Vila-real    | San Pedro del Pinatar, Espanya                    |  |
|                    | Gómez 65', 74' | Informe | Chukwueze 8' | Pinatar Arena · 0 espectadors · Francisco Maeso · |  |

| 2 de setembre de 2020 | Vila-real                              | 2–0     | Reial Societat | Vila-real, País Valencià                           |  |
|                       | Francis Coquelin 2' · Alcácer 29' (p.) | Informe |                | Ciutat Esportiva · 0 espectadors · Iván Caparrós · |  |

| 5 de setembre de 2020 | Vila-real   | 1–2     | Llevant                | Vila-real, País Valencià                                   |  |
|                       | Alcácer 29' | Informe | León 34' · Morales 62' | Ciutat Esportiva · 0 espectadors · Miguel Bosch Doménech · |  |

### Lliga

#### Classificació
| Pos. | Equip         | Partits | G  | E  | P  | GF | GC | Dif. | Punts |
| ---- | ------------- | ------- | -- | -- | -- | -- | -- | ---- | ----- |
| 6    | Reial Betis   | 38      | 17 | 10 | 11 | 50 | 50 | 0    | 61    |
| 7    | Vila-real CF  | 38      | 15 | 13 | 10 | 60 | 44 | +16  | 58    |
| 8    | Celta de Vigo | 38      | 14 | 11 | 13 | 55 | 57 | -2   | 53    |

|  | Classificació per a la fase de grups de la Lliga de Campions |
|  | Classificació per a la fase de grups de la Lliga Europa      |

#### Primera Ronda
| 13 de setembre de 2020 | Vila-real       | 1–1     | Osca       | Vila-real                                                |  |
| 18:30 CEST Jornada 1   | Gerard 68' (p.) | Informe | Maffeo 42' | Estadi de la Ceràmica · 0 espectadors · Xavier Estrada · |  |

| 19 de setembre de 2020 | Vila-real                | 2–1     | SD Eibar | Vila-real                                                  |  |
| 16:00 CEST Jornada 2   | Gerard 63' · Alcácer 71' | Informe | Kike 50' | Estadi de la Ceràmica · 0 espectadors · Figueroa Vázquez · |  |

| 27 de setembre de 2020 | FC Barcelona                               | 4–0     | Vila-real | Barcelona                                     |  |
| 21:00 CEST Jornada 3   | Fati 15', 19' · Messi 35' · Pau 45' (p.p.) | Informe |           | Camp Nou · 0 espectadors · Cuadra Fernández · |  |

| 30 de setembre de 2020 | Vila-real                          | 3–1     | Alavés    | Vila-real                                               |  |
| 19:00 CEST Jornada 4   | Alcácer 13', 67' · Gerard 45' (p.) | Informe | Édgar 36' | Estadi de la Ceràmica · 0 espectadors · Medié Jiménez · |  |

| 3 d'octubre de 2020  | Atlètic de Madrid | 0–0     | Vila-real | Madrid                                                      |  |
| 16:00 CEST Jornada 5 |                   | Informe |           | Wanda Metropolitano · 0 espectadors · Alejandro Hernández · |  |

| 18 d'octubre de 2020 | Vila-real                     | 2–1     | València CF | Vila-real                                                         |  |
| CEST Jornada 6       | Alcácer 13' (p.) · Parejo 69' | Informe | Gonçalo 69' | Estadi de la Ceràmica · 0 espectadors · Carlos del Cerro Grande · |  |

| 25 d'octubre de 2020 | Cadis | 0–0     | Vila-real | Cadis                                                              |  |
| CEST Jornada 7       |       | Informe |           | Ramón de Carranza · 0 espectadors · Ricardo de Burgos Bengoetxea · |  |

| 1 de novembre de 2020 | Vila-real                      | 2–0     | Reial Valladolid | Vila-real                                              |  |
| 21:00 CEST Jornada 8  | Chukwueze 21' · Pau Torres 37' | Informe |                  | Estadi de la Ceràmica · 0 espectadors · Javier Rojas · |  |

| 8 de novembre de 2020 | Getafe CF     | 1–3     | Vila-real                                | Getafe                                                  |  |
| 14:00 CEST Jornada 9  | Arambarri 16' | Informe | Alcácer 11' · Trigueros 17' · Gerard 62' | Coliseum Alfonso Pérez · 0 espectadors · José Munuera · |  |

| 21 de novembre de 2020 | Vila-real       | 1–1     | Reial Madrid | Vila-real                                                     |  |
| 16:15 CET Jornada 10   | Gerard 76' (p.) | Informe | Mariano 2'   | Estadi de la Ceràmica · 0 espectadors · Alejandro Hernández · |  |

| 29 de novembre de 2020 | Reial Societat     | 1–1     | Vila-real      | Sant Sebastià                                |  |
| 21:00 CET Jornada 11   | Oyarzabal 33' (p.) | Informe | Gerard 6' (p.) | Anoeta · 0 espectadors · Jesús Gil Manzano · |  |

| 6 de desembre de 2020 | Vila-real | 0–0     | Elx CF | Vila-real                                                      |  |
| 18:30 CET Jornada 12  |           | Informe |        | Estadi de la Ceràmica · 0 espectadors · Santiago Jaime Latre · |  |

| 13 de desembre de 2020 | Reial Betis | 1–1     | Vila-real | Sevilla                                                     |  |
| 16:15 CET Jornada 13   | Ruibal 51'  | Informe | Torres 5' | Estadi Benito Villamarín · 0 espectadors · Valentín Gómez · |  |

| 19 de desembre de 2020 | Osasuna         | 1–3     | Vila-real                 | Pamplona                                      |  |
| 18:30 CET Jornada 14   | Torres 70' (p.) | Informe | Gerard 7', 86' · Niño 29' | El Sadar · 0 espectadors · Figueroa Vázquez · |  |

| 22 de desembre de 2020 | Vila-real | 1–1     | Athletic Club | Vila-real                                               |  |
| 22:00 CET Jornada 15   | Pino 75'  | Informe | Williams 19'  | Estadi de la Ceràmica · 0 espectadors · Medié Jiménez · |  |

| 29 de desembre de 2020 | Sevilla                         | 2–0     | Vila-real | Sevilla                                              |  |
| 17:00 CET Jornada 16   | Ocampos 8' (p.) · En-Nesyri 53' | Informe |           | Sánchez Pizjuán · 0 espectadors · César Soto Grado · |  |

| 2 de gener de 2021   | Vila-real             | 2–1     | Llevant  | Vila-real                                                  |  |
| 14:00 CET Jornada 17 | Niño 19' · Moreno 54' | Informe | Léon 73' | Estadi de la Ceràmica · 0 espectadors · González Fuertes · |  |

| 8 de gener de 2021   | Celta de Vigo | 0–4     | Vila-real                                     | Vigo                                        |  |
| 21:00 CET Jornada 18 |               | Informe | Gerard 5' · Gómez 14' · Parejo 19' · Niño 31' | Balaídos · 0 espectadors · Xavier Estrada · |  |

| 20 de gener de 2021  | Vila-real                 | 2–2     | Granada CF               | Vila-real                                               |  |
| 21:30 CET Jornada 19 | Peña 29' · Gómez 65' (p.) | Informe | Soldado 21' · Kenedy 75' | Estadi de la Ceràmica · 0 espectadors · Medié Jiménez · |  |

#### Segona Ronda
| 23 de gener de 2021  | Osca | 0–0     | Vila-real | Osca                                        |  |
| 14:00 CET Jornada 20 |      | Informe |           | El Alcoraz · 0 espectadors · Javier Rojas · |  |

| 30 de gener de 2021  | Vila-real | 1–1     | Reial Societat | Vila-real                                             |  |
| 21:00 CET Jornada 21 | Parejo 3' | Informe | Isak 90+2'     | Estadi de la Ceràmica · 0 espectadors · Isidro Díaz · |  |

| 6 de febrer de 2021  | Elx CF                 | 2–2     | Vila-real       | Elx                                                    |  |
| 18:30 CET Jornada 22 | Carillo 49' · Boyé 64' | Informe | Gerard 16', 35' | Martínez Valero · 0 espectadors · Mario Melero López · |  |

| 14 de febrer de 2021 | Vila-real      | 1–2     | Reial Betis             | Vila-real                                                   |  |
| 21:00 CET Jornada 23 | Gerard 65' (P) | Informe | Fekir 45' · Emerson 52' | Estadi de la Ceràmica · 0 espectadors · Jesús Gil Manzano · |  |

| 21 de febrer de 2021 | Athletic Club | 1–1     | Vila-real  | Bilbao                                                |  |
| 21:00 CET Jornada 24 | Berenguer 44' | Informe | Gerard 16' | San Mamés · 0 espectadors · Carlos Del Cerro Grande · |  |

| 28 de febrer de 2021 | Vila-real | 0–2     | Atlètic de Madrid                   | Vila-real                                                    |  |
| 21:00 CET Jornada 25 |           | Informe | Pedraza 25' (p.p.) · João Félix 69' | Estadi de la Ceràmica · 0 espectadors · Ricardo Bengoetxea · |  |

| 5 de març de 2021    | València CF                   | 2–1     | Vila-real      | València                                    |  |
| 21:00 CET Jornada 26 | Soler 86' (p.) · Guedes 90+1' | Informe | Gerard 40' (P) | Mestalla · 0 espectadors · Xavier Estrada · |  |

| 14 de març de 2021   | Eibar     | 1–3     | Vila-real                          | Eibar                                  |  |
| 18:30 CET Jornada 27 | Sergi 55' | Informe | Gómez 1' · Bacca 31' · Pedraza 87' | Ipurua · 0 espectadors · David Medié · |  |

| 21 de març de 2021   | Vila-real                  | 2–1     | Cadis    | Vila-real                                                  |  |
| 16:15 CET Jornada 28 | Gerard 5' (p.) · Bacca 67' | Informe | Álex 67' | Estadi de la Ceràmica · 0 espectadors · César Soto Grado · |  |

| 3 d'abril de 2021    | Granada CF | 0–3     | Vila-real                     | Granada                                                 |  |
| 14:00 CET Jornada 29 |            | Informe | Gerard 9' (p.), 18', 60' (p.) | Nuevo Los Cármenes · 0 espectadors · Cuadra Fernández · |  |

| 11 d'abril de 2021   | Vila-real        | 1–2     | CA Osasuna                  | Vila-real                                              |  |
| 14:00 CET Jornada 30 | David 70' (p.p.) | Informe | Moncayola 64' · Budimir 74' | Estadi de la Ceràmica · 0 espectadors · José Munuera · |  |

| 18 d'abril de 2021   | Llevant UE | 1–5     | Vila-real                                                             | Valencià                                               |  |
| 21:00 CET Jornada 33 | Malsa 21'  | Informe | Postigo 9' (p.p.) · Gerard 13' · Chukwueze 63', 75' · Vezo 72' (p.p.) | Martínez Valero · 0 espectadors · Ricardo Bengoetxea · |  |

| 21 d'abril de 2021   | Alavés                 | 2–1     | Vila-real   | Vitòria                                       |  |
| 21:00 CET Jornada 31 | Joselu 44' · Édgar 80' | Informe | Alcácer 50' | Mendizorrotza · 0 espectadors · Adrián Vega · |  |

| 25 d'abril de 2021    | Vila-real     | 1–2     | FC Barcelona       | Vila-real                                                         |  |
| 16:15 CEST Jornada 32 | Chukwueze 26' | Informe | Griezmann 28', 35' | Estadi de la Ceràmica · 0 espectadors · Carlos del Cerro Grande · |  |

| 2 de maig de 2021    | Vila-real | 1–0     | Getafe CF | Vila-real                                                |  |
| 16:15 CET Jornada 34 | Pino 79'  | Informe |           | Estadi de la Ceràmica · 0 espectadors · Xavier Estrada · |  |

| 9 de maig de 2021    | Vila-real                   | 2–4     | Celta de Vigo                                  | Vila-real                                               |  |
| 18:30 CET Jornada 35 | Gómez 25' · Gerard 87' (p.) | Informe | Mina 17', 34' (p.) · Méndez 45+3' · Solari 57' | Estadi de la Ceràmica · 0 espectadors · Medié Jiménez · |  |

| 13 de maig de 2021   | Reial Valladolid | 0–2     | Vila-real                 | Valladolid                                           |  |
| 19:00 CET Jornada 36 |                  | Informe | Gerard 68' · Capoue 90+1' | José Zorrilla · 0 espectadors · Ricardo Bengoetxea · |  |

| 16 de maig de 2021   | Vila-real                        | 4–0     | Sevilla | Vila-real                                                  |  |
| 18:30 CET Jornada 37 | Bacca 34', 47', 79' · Gerard 66' | Informe |         | Estadi de la Ceràmica · 0 espectadors · Cuadra Fernández · |  |

| 22 de maig de 2021   | Reial Madrid               | 2–1     | Vila-real | Madrid                                              |  |
| 18:00 CET Jornada 38 | Benzema 87' · Modrić 90+2' | Informe | Pino 5'   | Alfredo Di Stéfano · 0 espectadors · José Munuera · |  |

### Copa del Rei
Eliminat als quarts de final.
| 16 de desembre de 2020  | Leioa | 0–6     | Vila-real                                                                     | Leioa                                       |  |
| 21:00 CET Primera Ronda |       | Informe | Pino 6' · Niño 20' (p.) · Costa 60' · Chakla 66' · Millán 81' · Pedraza 90+2' | Sarriena · 0 espectadors · Xavier Estrada · |  |

| 5 de gener de 2021     | Zamora      | 1–4     | Vila-real                                  | Zamora                                              |  |
| 19:00 CET Segona Ronda | Ramos 45+2' | Informe | Bacca 31' · Pino 43' · Niño 73' · Raba 88' | Ruta de la Plata · 0 espectadors · Xavier Estrada · |  |

| 17 de gener de 2021        | CD Tenerife | 0–1     | Vila-real | Santa Cruz de Tenerife                                         |  |
| 17:00 CET Setzens de Final |             | Informe | Niño 90'  | Heliodoro Rodríguez López · 0 espectadors · César Soto Grado · |  |

| 26 de gener de 2021        | Girona FC | 0–1     | Vila-real | Girona                                           |  |
| 21:00 CET Vuitens de Final |           | Informe | Pino 90'  | Montilivi · 0 espectadors · Ricardo Bengoetxea · |  |

| 3 de febrer de 2021       | Llevant UE   | 1–0     | Vila-real | València                                                |  |
| 19:00 CET Quarts de Final | Martí 120+1' | Informe |           | Ciutat de València · 0 espectadors · César Soto Grado · |  |

### Lliga Europa de la UEFA 2020–2021

#### Fase de grups: Grup I
| Equip        | Pt | J | V | D | P | GM | GC | DG  |
| ------------ | -- | - | - | - | - | -- | -- | --- |
| Vila-real CF | 16 | 6 | 5 | 1 | 0 | 17 | 5  | +12 |
| Tel Aviv     | 11 | 6 | 3 | 2 | 1 | 6  | 7  | -1  |
| Sivasspor    | 6  | 6 | 2 | 0 | 4 | 9  | 11 | -2  |
| Qarabağ FK   | 1  | 6 | 0 | 1 | 5 | 4  | 13 | -9  |

| 22 d'octubre de 2020 | Vila-real                                           | 5–3     | Sivasspor                              | Vila-real, País Valencià                                   |  |
| 15:00 CEST           | Kubo 13' · Bacca 20' · Foyth 57' · Alcácer 74', 78' | Informe | Kayode 33' · Yatabaré 43' · Gradel 64' | Estadi de la Ceràmica · 0 espectadors · Paweł Raczkowski · |  |

| 29 d'octubre de 2020 | Qarabağ FK | 1–3     | Vila-real                        | Istanbul, Turquia                               |  |
| 18:55 CET            | Owusu 78'  | Informe | Pino 80' · Alcácer 84', 90' (p.) | Başakşehir Arena · 0 espectadors · Pavel Orel · |  |

| 5 de novembre de 2020 | Vila-real                            | 4–0     | Tel-Aviv | Vila-real, País Valencià                                   |  |
| 22:10 CET             | Bacca 4', 52' · Baena 71' · Niño 81' | Informe |          | Estadi de la Ceràmica · 0 espectadors · Nikola Dabanović · |  |

| 26 de novembre de 2020 | Tel-Aviv  | 1–1     | Vila-real | Tel-Aviv, Israel                                    |  |
| 18:55 CET              | Pešić 47' | Informe | Baena 45' | Estadi Bloomfield · 0 espectadors · Tiago Martins · |  |

| 3 de desembre de 2020 | Sivasspor | 0–1 | Vila-real     | Sivas, Turquia                                    |  |
| 18:55 CET             |           |     | Chukwueze 57' | 4 Eylül Stadyumu · 0 espectadors · Duje Strukan · |  |

| 10 de desembre de 2020 | Vila-real | 3–0     | Qarabağ FK | Vila-real, País Valencià                                 |  |
| 21:00 CET              |           | Informe |            | Estadi de la Ceràmica · 0 espectadors · Mykola Balakin · |  |

#### Fase final

##### Setzens de final
| 18 de febrer de 2021       | Red Bull Salzburg | 0–2     | Vila-real              | Salzburg, Àustria                                   |  |
| 21:00 CET Setzens de final |                   | Informe | Alcácer 41' · Niño 71' | Red Bull Arena · 0 espectadors · Andris Treimanis · |  |

| 25 de febrer de 2021       | Vila-real       | 2–1     | Red Bull Salzburg | Vila-real, País Valencià                               |  |
| 18:55 CET Setzens de final | Gerard 40', 89' | Informe | Berisha 17'       | Estadi de la Ceràmica · 0 espectadors · Felix Zwayer · |  |

##### Vuitens de final
| 11 de març de 2021         | Dinamo de Kíiv | 0–2     | Vila-real               | Kíiv, Ucraïna                                      |  |
| 18:55 CET Vuitens de final |                | Informe | Torres 30' · Albiol 52' | Olímpic de Kíiv · 0 espectadors · Michael Oliver · |  |

| 18 de març de 2021         | Vila-real       | 2–0     | Dinamo de Kíiv | Vila-real, País Valencià                                 |  |
| 21:00 CET Vuitens de final | Gerard 13', 36' | Informe |                | Estadi de la Ceràmica · 0 espectadors · Andreas Ekberg · |  |

##### Quarts de final
| 8 d'abril de 2021         | Dinamo Zagreb | 0–1     | Vila-real       | Zagreb, Croàcia                             |  |
| 21:00 CET Quarts de final |               | Informe | Gerard 13' (p.) | Maksimir · 0 espectadors · Daniel Siebert · |  |

| 15 d'abril de 2021        | Vila-real                | 2–1     | Dinamo Zagreb | Vila-real, País Valencià                                 |  |
| 21:00 CET Quarts de final | Alcácer 36' · Gerard 43' | Informe | Oršić 74'     | Estadi de la Ceràmica · 0 espectadors · Danny Makkelie · |  |

##### Semifinals
| 29 d'abril de 2021   | Vila-real                 | 2–1     | Arsenal FC    | Vila-real, País Valencià                                    |  |
| 21:00 CET Semifinals | Trigueros 5' · Albiol 29' | Informe | Pépé 73' (p.) | Estadi de la Ceràmica · 0 espectadors · Artur Soares Dias · |  |

| 6 de maig de 2021    | Arsenal FC | 0–0     | Vila-real | Londres, Anglaterra                                |  |
| 20:00 CET Semifinals |            | Informe |           | Emirates Stadium · 0 espectadors · Slavko Vinčić · |  |

##### Final
| 26 de maig de 2021                                                                                   | Vila-real                                                                                            | 1–1             | Manchester United                                                                                         | Gdańsk, Polònia                                                                                           | |
| 21:00 CET Final                                                                                      | Gerard 29'                                                                                           | Informe         | Cavani 55'                                                                                                | Stadion Miejski · 9,412 espectadors · Clément Turpin ·                                                    | |
| | | Tanda de penals | | | |
| - Gerard · Raba · Alcácer · Alberto · Parejo · Gómez · Albiol · Coquelin · Mario · Torres · Gerónimo | - Gerard · Raba · Alcácer · Alberto · Parejo · Gómez · Albiol · Coquelin · Mario · Torres · Gerónimo | 11–10           | - Mata · Alex Telles · Fernandes · Rashford · Cavani · Fred · James · Shaw · Tuanzebe · Lindelöf · De Gea | - Mata · Alex Telles · Fernandes · Rashford · Cavani · Fred · James · Shaw · Tuanzebe · Lindelöf · De Gea | - Mata · Alex Telles · Fernandes · Rashford · Cavani · Fred · James · Shaw · Tuanzebe · Lindelöf · De Gea |

## Estadístiques

### Estadístiques de l'equip
| Competició   | Primer partit       | Últim partit     | Resultat | Registre | Registre | Registre | Registre | Registre | Registre | Registre | Registre |
| Competició   | Primer partit       | Últim partit     | Resultat | Pts      | PJ       | PG       | PE       | PP       | GF       | GC       | DG       |
| ------------ | ------------------- | ---------------- | -------- | -------- | -------- | -------- | -------- | -------- | -------- | -------- | -------- |
| Lliga        | 13 de setembre 2020 | 22 de maig 2021  | 7è       | 58       | 38       | 15       | 13       | 10       | 60       | 44       | +16      |
| Copa         | 16 de desembre 2020 | 03 d'febrer 2021 | Quarts   | -        | 5        | 4        | 0        | 1        | 12       | 2        | +10      |
| Lliga Europa | 22 d'octubre 2020   | 26 de maig 2021  | Campió   | 39       | 15       | 12       | 3        | 0        | 31       | 9        | +22      |
| Total        | Total               | Total            | Total    | -        | 58       | 31       | 16       | 11       | 103      | 55       | +48      |

Nota:
| - Pts = Punts - PJ = Partits Jugats - PG = Partits Guanyats - PE = Partits Empatats | - PP = Partits Perduts - GF = Gols a favor - GC = Gols en contra - DG = Diferència de gols |